# Meliarchus
Meliarchus is een geslacht van zangvogels uit de familie honingeters (Meliphagidae). De enige soort:
- Meliarchus sclateri – Makirahoningeter